# ゾラフ・バルハフティク
ゾラフ・バルハフティク（ヘブライ語: זרח ורהפטיג、 イディッシュ語: זרח ווארהאפטיק、英語: Zerach Warhaftig（Zorah Wahrhaftigとも）、1906年2月2日 - 2002年9月26日）は、イスラエルの政治家、法学博士。イスラエル独立宣言の署名者の一人。ゾラフ・バルハフティックとも表記される。

## 生涯

### 生い立ち
1906年、ヴァウカヴィスク（ロシア帝国グロドノ県）に生まれる。ワルシャワ大学卒業、法学博士となる。1936年から1939年までワルシャワでパレスチナ委員会の副議長を務め、第17回から第21回のシオニスト会議に参加。この間、ナオミ・クラインと結婚（後に彼との間に4人の子供が生まれる）。

### ポーランド侵攻
1939年8月、ドイツ国がソビエト連邦との不可侵条約に調印。当時スイスのジュネーブで第21回シオニスト会議に参加していたバルハフティクは自国の危険を感じ、妻とともにイタリア経由でポーランドに帰国。
9月1日にはドイツがポーランドに侵攻、第二次世界大戦が始まり、次いでソ連もポーランドに侵略した。抵抗の甲斐なく次々と都市が陥落し、ワルシャワが包囲される。バルハフティクはワルシャワを脱出し、ソ連の侵攻によりリトアニア領となったヴィルナ（ヴィリニュス、現在のリトアニアの首都）に逃れた。

### 難民委員会
リトアニアに到着したバルハフティクはカウナスでユダヤ人の難民救済委員会の事実上の代表者として、現地にいるユダヤ人難民の救済に力を尽くすこととなる。当時リトアニアはリトアニア・ソビエト社会主義共和国となり、事実上ソ連の支配下に入っていた。
ソ連は難民にソ連の市民権を取るか、シベリア送りになるかを迫った。これには現地のユダヤ人の中でも市民権を取ってソ連に定住するか、国外に脱出するか意見が分かれた。その中で、バルハフティクらは難民らの国外脱出、トルコ経由で当時イギリス委任統治領だったパレスチナへの移住を推し進めることを決める。パレスチナへ渡航するにはイギリスの許可証が必要であったが、ソ連はカウナスの外国公館の閉鎖を命じており、事態は急を要していた。バルハフティクらはイギリス領事館閉鎖の直前に許可証を手に入れ、それを偽造するなどして、ユダヤ難民の出国を手助けした。この方法で1000人余りのユダヤ人がパレスチナへ到着したという。

### キュラソー“ビザ”
しかし、戦火の拡大でトルコの国境も閉鎖され、ルートは使えなくなっていた。残すルートはソ連経由で日本に渡り、そこから他国へ向かう方法であったが、日本への通過ビザの所得は最終目的地の明示が条件であった。
バルハフティクらはオランダのキュラソー、スリナムの入国にビザが不要である事を知り、やはり閉鎖直前であったオランダ領事館にかけ合い、当時の領事ヤン・ズヴァルテンディクに難民の旅券に「スリナム、キュラソーは入国ビザ不要」との証明をビザのような形で書いてもらい、それを元に日本の領事館に通過ビザの申請を行った。
当時の日本のカウナス領事代理、杉原千畝はこのキュラソー“ビザ”なる証明書に意味がない事に気付いてたが、ユダヤ難民の窮状を知っていた彼は、通過ビザの発行を行った。杉原は領事館が閉鎖になるまで不眠不休でビザを書き続け、結果多数のユダヤ人が日本に逃れる事が出来た。

### 日本へ
バルハフティクもソ連経由で日本の敦賀港にたどり着いた。小辻節三などが受け入れを助け、神戸に落ち着いた。バルハフティクは当時の日本の印象を「風変わりでエキゾチックな土地だった。人は規律正しく勤勉で、一見したところ穏やかだが、内向的で疑い深くもあった」と著書に記している。バルハフティクはその後上海に渡り、日本滞在中のユダヤ難民の上海ゲットーへの受け入れに尽力している。

### アメリカに移住
バルハフティクは日本に戻った後、1941年6月5日、家族とともに氷川丸で横浜からバンクーバーに渡る。彼はこの時の気持ちを以下の様に記している。
その後彼は、戦争が終わるまでの4年間、アメリカで過ごす。その間、妻ナオミとの間に3人の子供が生まれている。

### イスラエルの政治家として
戦争が終わった後、バルハフティクはポーランドに一時帰国するが、ワルシャワは見渡す限りの廃墟で、元あった建物は跡形もなく無くなっていた。また現地では未だに強い反ユダヤ感情が残っており、ユダヤ難民の帰還を拒否していたという。
1947年8月、彼はパレスチナに渡り、1948年から1963年までエルサレムのヘブライ大学でユダヤ法学を教えている。また彼はハポエル・ハミズラヒ（ミズラヒ労働者党、宗教的シオニズムの政党）に参加、47年から48年の間、ユダヤ民族評議会のメンバーとして、イスラエル建国に尽力し、独立宣言の署名者の一人に名を連ねている。
独立後の1949年の第1回クネセト選挙ではミズラヒ、ハポエル・ハミズラヒ、アグダット・イスラエル（イスラエル連合）、アグダット・イスラエル・ワーカーズ（イスラエル労働者連合）が提携して出来た統一宗教戦線の一員として選挙を戦い、当選する。
1951年の選挙ではハポエル・ハミズラヒ単独で選挙戦を戦う。選挙後、ダヴィド・ベン＝グリオン内閣入りし、バルハフティクは第4次内閣で宗教副大臣に任命される。1956年、ハポエル・ハミズラヒとミズラヒは合併し国家宗教党となる。バルハフティクは第3期クネセトが終わるまで、党としての業務、副大臣としての業務を兼任した。
1961年の選挙（第5回クネセト選挙）の後、バルハフティクは宗教大臣に任命され、1974年まで務める。任期中の1969年、エルサレムを訪れた杉原千畝と29年ぶりの再会を果たしている。バルハフティクは杉原の諸国民の中の正義の人の受賞の為に尽力し、1985年に受賞が実現した。1981年クネセト議員を引退。
1992年、来日し、杉原夫人らとともに人道の丘公園の開園式に参加している。
2002年、死去。

## 栄典
- イスラエル賞（1983年、ヘブライ法の研究にて）
- Yakir Yerushalayim（英語版）[33]（エルサレム名誉市民）（1989年）

バル＝イラン大学の「ゾラフ・バルハフティク博士・宗教的シオニズム研究所」は彼にちなんで名づけられたものである（バルハフティクは同大学の創設者の一人）。